# Ementa
Ementa (do latim ementum, "pensamento", "ideia", de e e mens, "juízo", "razão", "mente") é um termo aplicado, de modo geral, para indicar uma espécie de apontamento ou anotação tomada para lembrança, a fim de que, por aí, se produza depois o documento escrito, para que se faça e se execute o ato nela lembrado. Por exemplo, é a decisão resumida das matérias e suas cargas horárias dadas numa faculdade.
Uma ementa universitária, em geral, apresenta muito sucintamente as ideias gerais sobre quaisquer assuntos que serão abordadas ao longo da disciplina, como forma de um fichamento (frases soltas, de forma bem sintética). A apresentação mais detalhada dos assuntos que serão estudados, ponto a ponto, é dada no programa de curso.
Em Direito, a ementa de acórdão resume com palavras-chave o tema discutido e apresenta o dispositivo do julgado.
Em Portugal, usa-se o termo latino syllabus na mesma acepção e não "ementa", cujo significado está associado a menu de restaurante.